# Banksia telmatiaea
Banksia telmatiaea é uma espécie de arbusto da família Proteaceae endêmica da Austrália. Foi descrita cientificamente pelo botânico Alex George.